# ساتول، ناتینگهام‌شر
latitudeساتول، ناتینگهام‌شرlongitudeساتول، ناتینگهام‌شر
سات‌وِل، ناتینگهام‌شر (به انگلیسی: Southwell, ناتینگهام‌شر) یک منطقهٔ مسکونی در انگلستان است که در میدلند شرقی واقع شده‌است.

## خصوصیات
ساوتول ۶٬۹۰۰ نفر جمعیت دارد.